# I. Abbán
Abbán (sumer 𒈾𒀭 NA.DIĜIR, 𒀊𒀭 AB.DIĜIR, akkád 𒈾𒀭 Amēlu-Ilû, 𒀊𒀭 Abba-Él, Abba-An [=Abbān], Aban, Abel, Abu-Ilû) a középső kronológia szerint 1761-től valamikor 1751 utánig, a rövid kronológia alapján i. e. 1701-től 1690 utánig uralkodott Jamhadban, a szíriai térség egyik legerősebb államában. Hammurapi legidősebb fia és trónörököse. A név sok olvasata a sumer NA.DINGIR logogrammák értelmezéséből ered, több kutató ezt egyszerűen csak Az Isten kifejezésként olvassa. Az óakkádban a DINGIR ejtése an, az amoriták Él néven ejtették.
Rövid polgárháború után testvérével, II. Jarimlímmel felosztották egymás között a birodalmat, így született meg az Alahtum központú Mukis, amely szerződésileg Jamhad vazallusa maradt.

## Fordítás
- Ez a szócikk részben vagy egészben  az   Abban (Jamchad) című német Wikipédia-szócikk fordításán alapul.  Az eredeti cikk szerkesztőit annak laptörténete sorolja fel. Ez a jelzés csupán a megfogalmazás eredetét és a szerzői jogokat jelzi, nem szolgál a cikkben szereplő információk forrásmegjelöléseként.